# Luigi Del Drago
Luigi Filippo Del Drago (* 20. Juni 1776 in Rom; † 18. April 1845 ebenda) war Kurienkardinal der römisch-katholischen Kirche.

## Leben
Del Drago studierte am Priesterseminar von Frascati und empfing danach die Priesterweihe. 1808 wurde er Kanoniker an der Kirche Santa Maria Maggiore. Papst Pius VII. ernannte ihn 1814 zum Mitglied der Kommission für die administrative Reform des Kirchenstaates. Unter Papst Leo XII. wurde Del Drago am 15. Dezember 1828 Präfekt des Apostolischen Palastes.
Im Konsistorium vom 30. September 1831 nahm ihn Papst Gregor XVI. in pectore ins Kardinalskollegium auf, die Ernennung zum Kardinalpriester und die Verleihung der Titelkirche San Lorenzo in Panisperna wurde am 2. Juli des Folgejahres bekanntgegeben. Am 19. Juli 1832 ernannte Gregor XVI. ihn zum Präfekten der Ablass- und Reliquienkongregation. Kardinal Del Drago wurde im Dezember 1834 Präsident der Kommission für Subsidien und im Juni 1839 Erzpriester der Kirche Santa Maria Maggiore.
Er starb im April 1845 und wurde in der Kirche San Marcello beigesetzt.